# گلانبیا
گلانبیا (انگلیسی: Glanbia) شرکت صنایع غذایی ایرلندی است، که در سال ۱۹۹۷ تأسیس شد.